# Baie Bouzanquet
La baie Bouzanquet est un vaste plan d'eau douce de la partie Sud-Est du réservoir Gouin, dans le territoire de la ville de La Tuque, en Haute-Mauricie, dans la région administrative de la Mauricie, dans la province de Québec, au Canada.
Cette baie s’étend dans les cantons de Nevers (partie Nord), de Delage (partie Sud) et de Leblanc (partie Est). À la suite de l’érection complétée en 1948 du barrage Gouin, la forme actuelle de la Baie Bouzanquet a été façonnée par le rehaussement des eaux du réservoir Gouin. La gestion des eaux au barrage Gouin peut entrainer des variations significatives du niveau de l’eau particulièrement en fin de l’hiver où l’eau est abaissée en prévision de la fonte printanière.
Les activités récréotouristiques constituent la principale activité économique du secteur. La foresterie arrive en second.
La route 400, reliant le barrage Gouin au village de Parent, dessert la partie Sud de la baie Bouzanquet, ainsi que les vallées des rivières Jean-Pierre et Leblanc ; cette route dessert aussi la péninsule qui s’étire vers le Nord dans le réservoir Gouin sur 30,1 km. Quelques routes forestières secondaires sont en usage à proximité pour la foresterie et les activités récréotouristiques.
La surface de la Baie Bouzanquet est habituellement gelée de la mi-novembre à la fin avril, toutefois la circulation sécuritaire sur la glace se fait généralement du début décembre à la fin de mars.

## Géographie
Le baie Bouzanquet est surtout alimentée par la rivière Leblanc, la rivière de la Galette, le lac Delâge et le « Lac des Cinq Milles ».
D’une longueur de 15,8 km, cette baie ressemble à une banane ouverte vers l’Ouest. Le courant de la rivière de la Galette (réservoir Gouin) traverse le lac de la Galette (réservoir Gouin) sur 7,8 km vers le Nord-Est jusqu’à son embouchure ; puis le courant continue sur 8,0 km vers le Nord-Ouest jusqu’à l’embouchure de la baie.
Du côté Nord, la « passe Bouzanquet » (longueur : 0,7 km) sépare cette baie avec le bras Sud-Ouest du lac Brochu (réservoir Gouin).
Le niveau de l’eau de la baie Bouzanquet est tributaire du barrage Gouin érigé en 1948. La confluence entre le bras Sud-Ouest du lac Brochu (réservoir Gouin) et de la baie Bouzanquet est localisée à :
- 44,6 km au Sud-Est du centre du village de Obedjiwan lequel est situé sur une presqu’île de la rive Nord du réservoir Gouin ;
- 31,0 km au Sud-Ouest du barrage Gouin ;
- 76,1 km au Nord-Ouest du centre du village de Wemotaci (rive Nord de la rivière Saint-Maurice) ;
- 165 km au Nord-Ouest du centre-ville de La Tuque ;
- 270 km au Nord-Ouest de l’embouchure de la rivière Saint-Maurice (confluence avec le fleuve Saint-Laurent à Trois-Rivières)[1].

Les bassins versants voisins de la Baie Bouzanquet sont :
- côté nord : lac Brochu (réservoir Gouin), lac Nevers (réservoir Gouin), lac McSweeney ;
- côté est : rivière Jean-Pierre (réservoir Gouin), baie Jean-Pierre (réservoir Gouin), rivière Atimokateiw, baie Kikendatch, rivière Saint-Maurice ;
- côté sud : rivière Leblanc (réservoir Gouin), lac Decelles, rivière Bazin, rivière de la Galette (réservoir Gouin) ;
- côté ouest : lac des Cinq Milles, lac Chapman, lac Bureau (réservoir Gouin), baie Marmette Sud.

Principales îles de la Baie Bouzanquet : Île de la Main, île du Sanglier.
À partir de la « Passe Bouzanquet », le courant coule en traversant le réservoir Gouin sur 34,8 km, notamment en :
- traversant vers le Nord le bras Sud-Ouest du lac Brochu (réservoir Gouin) ;
- contournant une grande péninsule par le Nord, pour se rediriger vers l’Est par le lac Brochu (réservoir Gouin), puis le Sud-Est ;
- en traversant vers l’Est la baie Kikendatch jusqu’au barrage Gouin.

À partir de ce barrage, le courant emprunte la rivière Saint-Maurice jusqu’à Trois-Rivières.

## Toponymie
Ce toponyme évoque l’œuvre de vie de Gaston Bouzanquet, officier de la Légion d'honneur et membre correspondant de la Société de géographie de Québec. Bouzanquet a fait paraître dans le Bulletin de cette dernière (volume 22, numéros 1 et 2, 1928), un texte voué à l'histoire de la Nouvelle-France et à Monsieur de Montcalm en particulier. Bouzanquet exerça comme délégué du comité de Vauvert à l'inauguration du monument de Montcalm, en 1911, à Québec.
Le toponyme "Baie Bouzanquet" a été officialisé le 5 décembre 1968 par la Commission de toponymie du Québec, soit lors de sa création.